# São Martinho do Vale
São Martinho do Vale, oficialmente Vale (São Martinho), é uma freguesia portuguesa do município de Vila Nova de Famalicão, com 4,05 km² de área e 2036 habitantes (censo de 2021). A sua densidade populacional é 502,7 hab./km².
É a terra natal de Tomás Pereira, o célebre padre jesuíta que viveu na China entre 1674 e 1708 ao serviço do Imperador, sendo responsável pela introdução da primeira lei de liberdade religiosa na China, e pelo primeiro tratado diplomático entre a Europa e a Ásia, o tratado Sino-Russo de Nerchinsk.

## Demografia
A população registada nos censos foi:

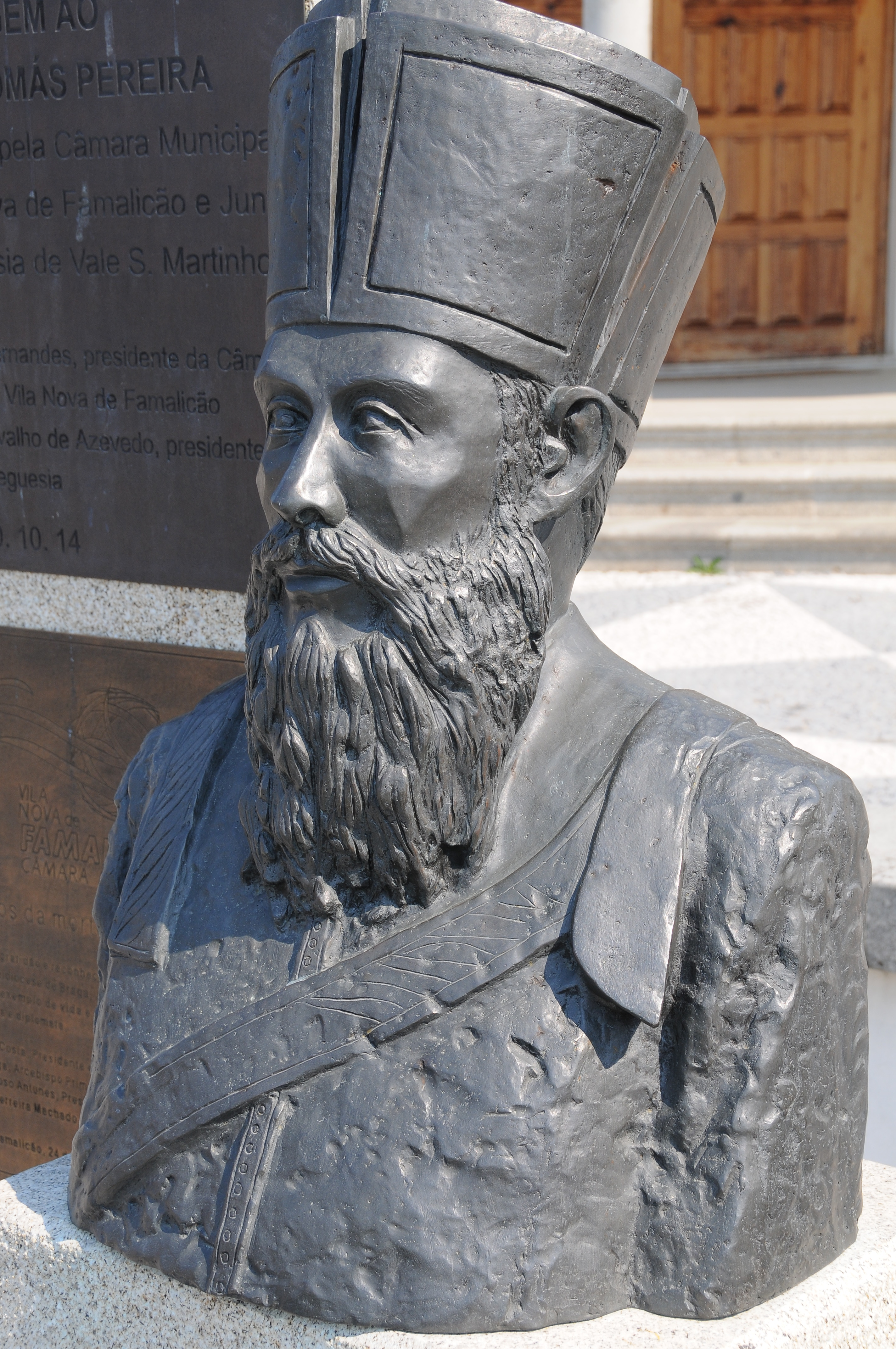
Busto do sacerdote jusuíta Tomás Pereyra.

| Distribuição da População por Grupos Etários | Distribuição da População por Grupos Etários | Distribuição da População por Grupos Etários | Distribuição da População por Grupos Etários | Distribuição da População por Grupos Etários |
| -------------------------------------------- | -------------------------------------------- | -------------------------------------------- | -------------------------------------------- | -------------------------------------------- |
| Ano                                          | 0-14 Anos                                    | 15-24 Anos                                   | 25-64 Anos                                   | > 65 Anos                                    |
| 2001                                         | 348                                          | 354                                          | 1035                                         | 206                                          |
| 2011                                         | 315                                          | 277                                          | 1241                                         | 248                                          |
| 2021                                         | 260                                          | 222                                          | 1153                                         | 401                                          |